# Giuseppe Ardizzone
Giuseppe Ardizzone, detto Pippo (Catania, 17 febbraio 1947), è un ex mezzofondista italiano.

## Biografia
Sin da ragazzino dimostra passione per la corsa e corre per le strade di Catania per andare e tornare da scuola. Fu scoperto così dal prof. Alfio Vittorio Pistritto. Alcuni suoi compagni che erano tesserati per il gruppo sportivo Fiamme Gialle lo convinsero a dedicarsi all'attività agonistica.
Nel 1963, quando aveva soltanto 16 anni, scoprì di avere i piedi piatti e i medici gli sconsigliarono di dedicarsi alla corsa in quanto sarebbe potuto andare incontro a seri infortuni. Ma la sua passione e la tenacia gli consentirono di ottenere buoni risultati nel suo sport preferito.
Nel 1966 venne premiato come "Atleta dell'anno" della Regione Siciliana. Nel corso della sua carriera agonistica, dal 1967 al 1973, "Pippo" Ardizzone, come veniva chiamato dagli amici, vestì per 22 volte la maglia della nazionale italiana di atletica leggera e vinse per due volte (1968 e 1970) il titolo nei 5000 metri ai Campionati italiani assoluti.
Il 31 maggio 1970, a Madrid, ottenne il record italiano sui 10000 metri con il tempo di 29'04"2. La vittoria che probabilmente lo riempì più di gioia fu il successo al Trofeo Sant'Agata del 1972 nella sua Catania e fra la sua gente. L'anno successivo vinse anche il Giro podistico internazionale di Castelbuono, gara che aveva già vinto sette anni prima, ma nel 1975 fu costretto a chiudere anzitempo la carriera agonistica a seguito di una serie di infortuni che gli impedirono di continuare a correre.
Giuseppe Ardizzone è entrato nella “Hall of Fame” dei migliori atleti italiani di tutti i tempi.

## Campionati nazionali
1968
- Oro ai campionati italiani, 5000 m - 14'19"2

1969
- Argento ai campionati italiani assoluti, 5000 m - 14'19"8

1970
- Oro ai campionati italiani assoluti, 5000 m - 14'06"0
- Argento ai campionati italiani di corsa campestre - 24'16"

1971
- Argento ai campionati italiani assoluti, 5000 m - 14'13"6
- Argento ai campionati italiani assoluti indoor, 3000 m - 8'01"6

1972
- Argento ai campionati italiani assoluti, 5000 m - 14'13"8
- 5º ai campionati italiani assoluti indoor, 3000 m - 8'05"8
- Argento ai campionati italiani di corsa campestre - 29'23"

1973
- Argento ai campionati italiani assoluti, 10000 m - 29'29"4

1974
- 7º ai campionati italiani di maratona - 2h21'56"
- Argento ai campionati italiani assoluti, 5000 m - 13'56"4

## Altre competizioni internazionali
1966
- Oro al Giro podistico internazionale di Castelbuono ( Castelbuono)

1970
- Argento al Campaccio ( San Giorgio su Legnano) - 36'13"
- Bronzo al Trofeo Sant'Agata ( Catania)

1971
- Oro al Giro al Sas ( Trento) - 36'36"

1972
- Oro al Trofeo Sant'Agata ( Catania)

1973
- Oro al Giro dei Tre Monti ( Imola), 15,4 km
- Oro al Giro podistico internazionale di Castelbuono ( Castelbuono)
- Oro al Giro podistico di Rovereto ( Rovereto), 12,5 km - 38'10"
- 10° al Trofeo Sant'Agata ( Catania) - 34'49"
- 11° alla Cinque Mulini ( San Vittore Olona) - 32'29"

1974
- 6° al Giro dei Tre Monti ( Imola), 15,4 km - 50'27"
- 10° alla Cinque Mulini ( San Vittore Olona) - 32'50"

1975
- Bronzo al Giro dei Tre Monti ( Imola), 15,4 km - 48'28"